# 1-Hexin
1-Hexin ist eine chemische Verbindung aus der Gruppe der Alkine und ein Konstitutionsisomer zu 2-Hexin und 3-Hexin. Es besitzt das Grundgerüst des n-Hexans mit einer C-C-Dreifachbindung an der 1-Position.

## Gewinnung und Darstellung
1-Hexin kann durch Reaktion von 1-Hexen mit Brom und anschließende Reaktion des entstehenden 1,2-Dibromhexan mit Natriumamid gewonnen werden. Auch die Reaktion von Mononatriumacetylid mit 1-Brombutan ergibt 1-Hexin.

## Eigenschaften
1-Hexin ist eine bei Raumtemperatur sehr leicht flüchtige, leichtentzündliche, farblose Flüssigkeit, die bei 71–72 °C siedet.

## Sicherheitshinweise
Die Dämpfe von 1-Hexin bilden mit Luft ein explosionsfähiges Gemisch (Flammpunkt −20 °C, Zündtemperatur 263 °C). Mit Schwermetallionen werden explosive Salze gebildet.